# Matchless G45
De Matchless G45 was een racemotorfiets die het merk Matchless in de jaren vijftig als productieracer verkocht.

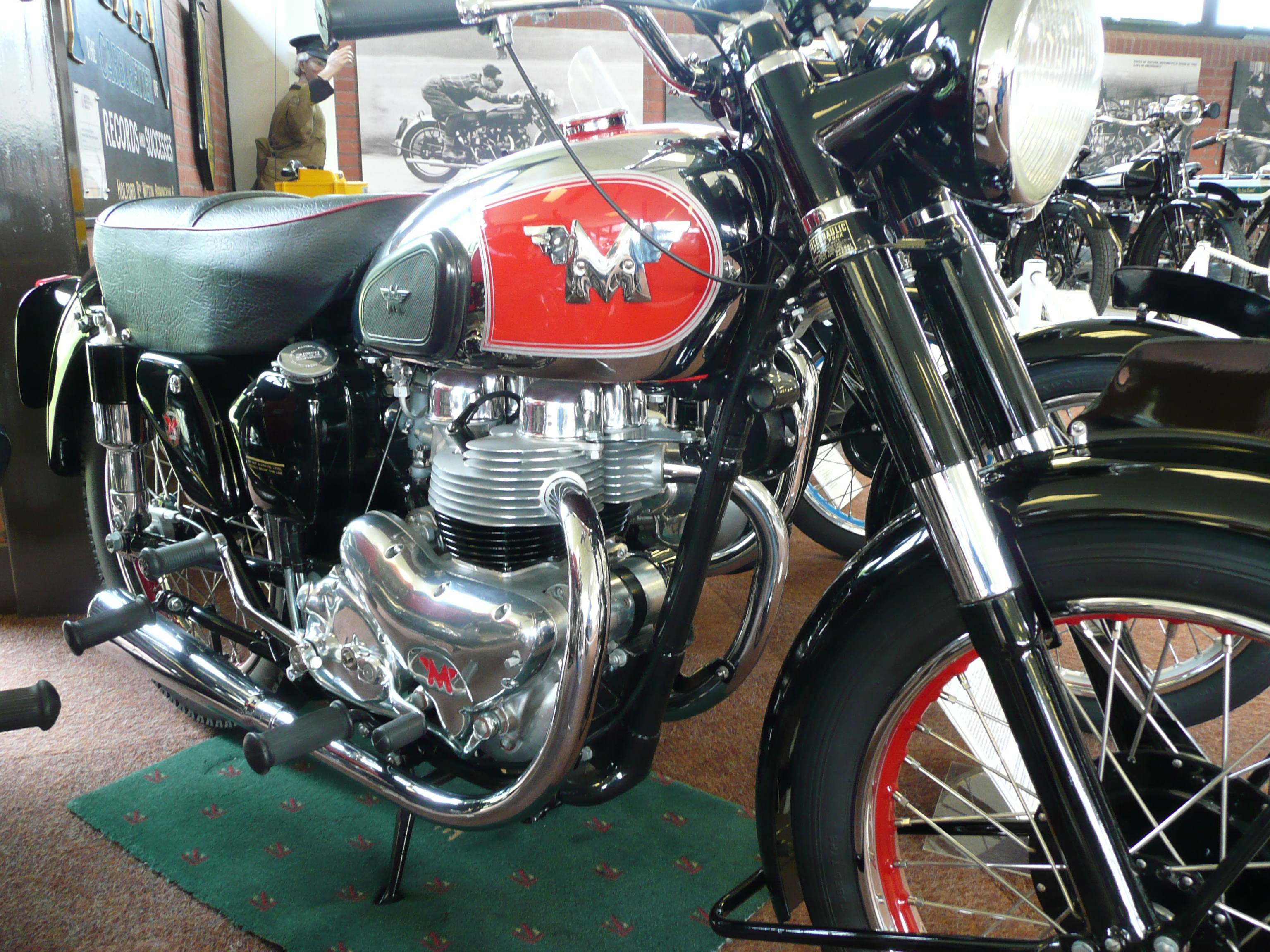
Donor van het motorblok: Matchless G9

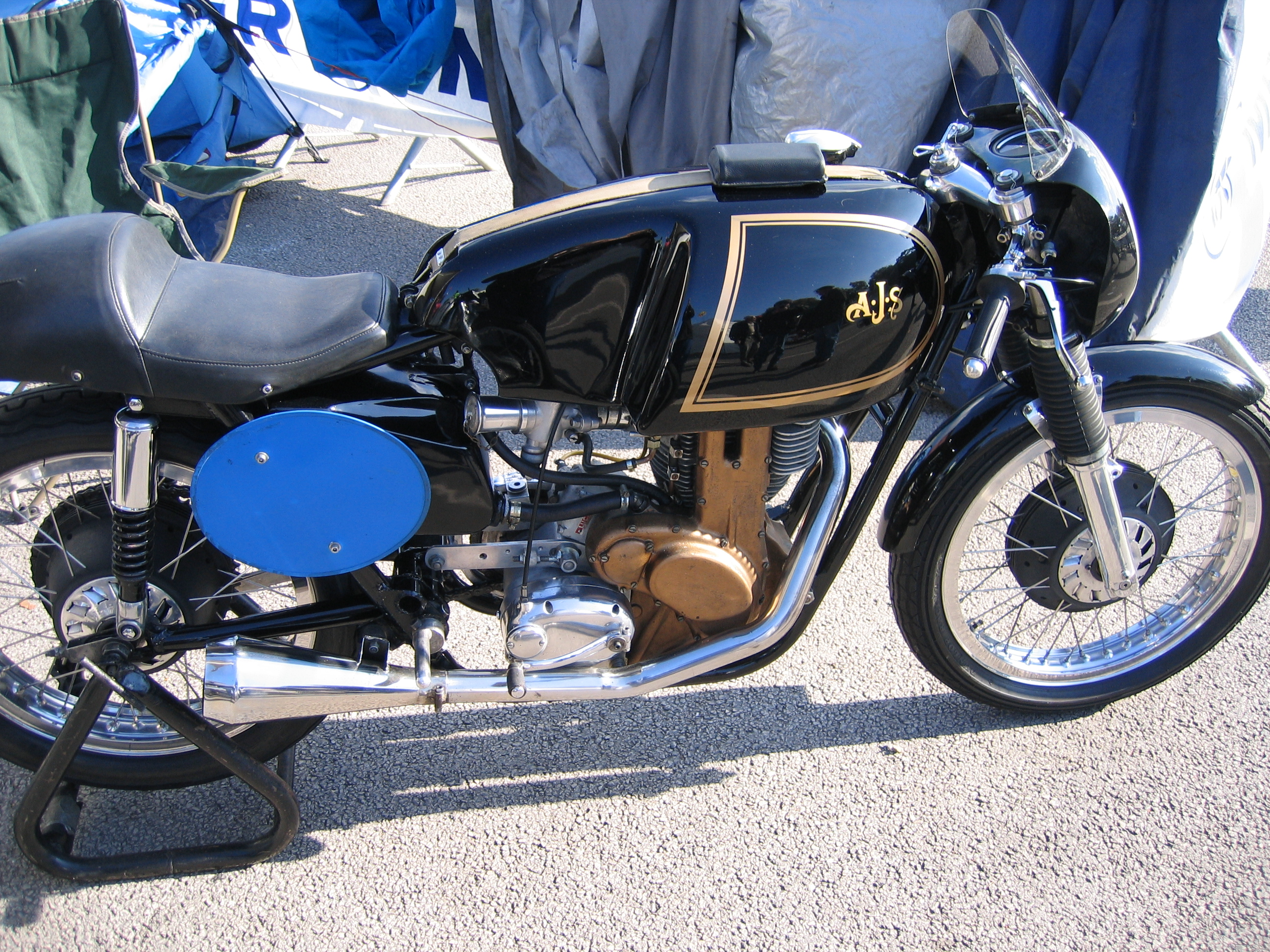
Donor van het rijwielgedeelte: AJS 7R Boy Racer

## Voorgeschiedenis
Toen de eigenaren van Matchless, de gebroeders Harry en Charlie Collier, in 1931 het merk AJS overnamen, ontstond Amalgamated Motor Cycles. Die naam veranderde in Associated Motor Cycles toen in 1937 ook Sunbeam werd gekocht. Al snel ging men badge-engineering toepassen: men bouwde motorfietsen die onder de namen AJS en Matchless werden verkocht, maar die veel op elkaar leken. In 1948 werden tijdens de Motorcycle Show twee nieuwe 500 cc paralleltwins getoond, het AJS Model 20 en de Matchless G9. Al snel werd een raceversie gemaakt met een aluminium cilinderkop, die als Matchless Super Clubman bekend werd. In 1951 bouwde Robin Sherry een dergelijke motor in het frame van een 350 cc AJS Boy Racer. Hij monteerde een racemagneet en een racecarburateur en werd vierde in de Manx Grand Prix. In 1952 reed Ernie Ring met een dergelijke motorfiets in de Senior TT, maar hij viel en haalde de finish niet. In hetzelfde jaar won Derek Farrant de 500 cc Manx Grand Prix. In die tijd was Norton al overgenomen door AMC en daarom was het niet nodig een fabrieksracer onder de naam "Matchless" te bouwen. In de 500 cc klasse kon de Norton Manx nog redelijk partij geven en hetzelfde gold voor de AJS Boy Racer in de 350 cc klasse. Privérijders konden echter moeilijk een goede 500 cc racer kopen, omdat de Norton slechts aan "uitverkorenen" geleverd werd.

## Matchless G45
In 1953 kondigde AMC aan dat een beperkt aantal productieracers onder de naam "Matchless G45" gebouwd zouden worden, gebaseerd op de racer die Sherry bedacht had. Qua verkoop was het meteen een succes. Dat was niet verwonderlijk, want "clubmanraces" waren bijzonder populair in het Verenigd Koninkrijk en privécoureurs hadden middelen noch interesse om naar het vasteland af te reizen om te racen. Men had de beschikking over een enorm aantal stratencircuits en kon men bijna elk weekend wel ergens racen. Daar kwam nog bij dat veel overtollig geworden vliegvelden die in de Tweede Wereldoorlog waren gebruikt uitstekend als circuit konden dienen. En omdat Gilera en AJS al hadden aangetoond dat meercilinders beter presteerden in het wereldkampioenschap wegrace moet het een goed idee geleken hebben een tweecilinder motor in het zeer goede Boy Racer-frame te bouwen.

### Resultaten
In 1953 schreven er al veertien deelnemers met een G45 in tijdens de Senior TT op het eiland Man. Daar waren al bekende namen bij, zoals Derek Farrant, Phil Heath, Arthur Wheeler en het opkomende talent Bob McIntyre. De trainingen verliepen waarschijnlijk al teleurstellend, want Heath startte helemaal niet en McIntyre alleen in de Junior TT, waar hij met een Boy Racer uitviel. Er kwamen in de race slechts drie G45's aan de finish, met als beste resultaat een negende plaats. Zelfs de 350 cc AJS 7R3's van Rod Coleman en Bill Doran waren sneller. In de Manx Grand Prix, een race die vrijwel uitsluitend door amateurs werd gereden, behaalde thuisrijder Derek Ennett de derde plaats, maar de volgende G45's werden veertiende en vierentwintigste. Feitelijk was het onbegrijpelijk dat de G45, die in theorie zo sterk en snel moest zijn, zo slecht presteerde. Voor een groot deel lag dat aan de gebrekkige betrouwbaarheid van de machine. In de Senior TT van 1954 kwamen er tien aan de streep, maar de beste was L.T. Simpson, die vijftiende werd. En dat terwijl hij met zijn AJS Boy Racer in de Junior TT vierde was geworden. De zesde plaats van Ennett in de Senior TT van 1955 was vrij redelijk: hij bleef toch enkele grote namen voor, zoals Bill Lomas (Moto Guzzi) en John Hartle (Norton Manx), maar hij eindigde 2½ minuut achter McIntyre (Norton Manx) en 9½ minuut achter de winnaar, Geoff Duke (Gilera 500 4C). In de Manx Grand Prix, die de G45 op het lijf geschreven zou moeten zijn, werd nooit een overwinning behaald na die van Farrant met de onofficiële omgebouwde Matchless G9 Sports. In de Clubmans Senior TT, een aparte raceklasse voor amateurs tijdens de Isle of Man TT, mocht de G45 niet starten omdat hij niet was afgeleid van een normale straatmotorfiets. In 1956 werd Ennett opnieuw zesde in de Senior TT, maar die prestatie had minder glans omdat de deelnamelijst van de fabrieksrijders nogal beperkt was. Dat was ook zo toen George Murphy achtste werd in 1957.

### Motor
De motor was een luchtgekoelde staande paralleltwin met twee laagliggende racenokkenassen vóór en achter de cilinders. De kleppen werden via stoterstangen en tuimelaars bediend. Cilinders en cilinderkop waren van gegoten aluminium. Er was een krukas van gesmeed staal ingebouwd, die in rollagers liep. Het hele kleppenmechanisme was verstevigd omdat dat tijdens de races weleens de achilleshiel van de Super Clubman was gebleken. Bovendien moest het bestand zijn tegen de toegepaste drievoudige klepveren. Er werden nu twee Amal-TT-racecarburateurs gemonteerd en een Lucas racemagneet voor de ontsteking.

### Aandrijving
De primaire aandrijving gebeurde door een ketting, die een meervoudige droge platenkoppeling en een Burman vierversnellingsbak aandreef. Het achterwiel werd ook door een ketting aangedreven.

### Rijwielgedeelte
Het rijwielgedeelte kwam van de AJS Boy Racer en dat was eigenlijk een kopie van dat van de AJS Porcupine 500 cc racer. Aan de voorkant was een telescoopvork (een gemodificeerde AMC teledraulic) gemonteerd, achter was het Dowty Oleomatic dempersysteem met twee veer/demperelementen en een swingarm aangebracht. Ten opzichte van de Boy racer waren de banden iets breder.

### Einde
In de tweede helft van de jaren vijftig had Associated Motor Cycles al grote problemen. De verkoopaantallen daalden in heel Europa door de opkomst van kleine auto's en scooters. In 1955 had Norton in het wereldkampioenschap wegrace de handdoek in de ring moeten gooien omdat de Manx eencilinders niet meer waren opgewassen tegen de Gilera 500 4C en de MV Agusta 500 4C. Bovendien was Moto Guzzi aan een aantal interessante maar ook bedreigende projecten begonnen: de Quattro Cilindri en de Otto Cilindri. Wat de racers betrof keerde het tij eind 1957: Moto Guzzi, Gilera, FB Mondial én MV Agusta kondigden aan het wereldkampioenschap wegrace te verlaten. Jock West, inmiddels verkoopdirecteur bij AMC, bedacht een middel om met weinig investeringen een goede 500 cc racer te bouwen. De 350 cc AJS Boy Racer was al regelmatig 500 cc machines de baas geweest, en die was al de donor van het rijwielgedeelte van de Matchless G45. Als men die motor op 500 cc zou brengen zou dat een lichtere en meer wendbare motorfiets opleveren dan de G45 tweecilinder. Toen deze machine, de Matchless G50, in 1958 werd gepresenteerd, betekende dat het einde voor de Matchless G45.

## Trivia
De Matchless G45 was een teleurstelling en hoewel constructeurs over het algemeen trots waren op hun producten, was er niemand te vinden die de "bedenker" van de G45 was. In elk geval ontkende hoofdconstructeur Jack Williams (die de AJS 7R Boy Racer had ontwikkeld) iedere betrokkenheid. Robin Sherry, die ooit de Matchless G9 Sports had omgebouwd tot de voorloper van de G45, herinnerde zich dat de ontwikkeling van de G45 was gebeurd door "een speciale groep ingenieurs, die ook aan de AJS 7R en de E90 Porcupine racer werkten". Het is ook goed mogelijk dat de betrokkenheid bij de ontwikkeling van de G45 werd ontkend omdat het project omarmd was door Harry "Ike" Hatch. Hatch was niet populair bij AMC, omdat hij een nieuwkomer was en ook omdat veel mensen hem irritant vonden. Na de dood van Hatch in 1954 was daarmee ook het enthousiasme om nog veel tijd in de G45 te steken verdwenen.

## Technische gegevens
| Matchless            | G45                                                                               |
| -------------------- | --------------------------------------------------------------------------------- |
| Periode              | 1952-1957                                                                         |
| Categorie            | productieracer                                                                    |
| Motortype            | kopklepmotor met stoterstangen en tuimelaars                                      |
| Bouwwijze            | luchtgekoelde dwarsgeplaatste paralleltwin                                        |
| boring               | 66 mm                                                                             |
| slag                 | 72,8 mm                                                                           |
| Cilinderinhoud       | 498,1 cc                                                                          |
| Compressieverhouding | 9,5:1                                                                             |
| Max. Vermogen        | 36,7 kW/50 pk bij 7.000 tpm                                                       |
| Topsnelheid          | 210 km/h (geschat)                                                                |
| Aandrijving          | ketting                                                                           |
| Rijwielgedeelte      | dubbel wiegframe, buisframe                                                       |
| Remmen               | Konische duplexrem voor en achter                                                 |
| Voorvering           | AMC Teledraulic                                                                   |
| Achtervering         | Dowty Oleomatic                                                                   |
| Leeg gewicht         | 145 kg                                                                            |
| Voorganger           | Matchless G9/ Matchless Super Clubman/ AJS 7R                                     |
| Opvolger             | Matchless G50                                                                     |
| Concurrenten         | BMW RS53/RS54 BSA Gold Star Gilera Saturno Competizione Norton 30M Triumph T100GP |